# Пистолькорс, Эрик-Гергард Августович фон
Э́рик-Ге́ргард А́вгустович фон Пистолькорс (нем. Erich Gerhard von Pistohlkors; 13 [25] ноября 1853, Франкфурт-на-Майне, Вольный город Франкфурт — 8 ноября 1935, Рига) — российский военнослужащий, генерал-майор, штаб-офицер Главного управления государственного коннозаводства, первый муж Ольги Палей.

## Биография
Родился во Франкфурте-на-Майне. Лютеранин. Окончил Александровский лицей в Санкт-Петербурге.
3 сентября 1873 года, в период учёбы в Николаевском кавалерийском училище, поступил на военную службу портупей-юнкером Конного лейб-гвардии полка. В 1875 году выдержал офицерский экзамен во 2-м военном Константиновском и Николаевском кавалерийском училищах и 29 октября 1875 года произведён в корнеты 1-го Сумского гусарского полка. 9 февраля 1877 года произведён в поручики, а 14 октября — в корнеты Конного лейб-гвардии полка.
Командовал эскадроном. С 5 сентября 1894 года состоял адъютантом при командующем войсками гвардии и Петербургского военного округа великом князе Владимире Александровиче.
С 24 апреля 1905 года был в должности штаб-офицера для особых поручений V класса при Главном управлении государственного коннозаводства. С 3 февраля 1906 года назначен исправляющим должность генерала для особых поручений при министре внутренних дел.
10 июня 1906 года уволен в отставку с мундиром и пенсией с производством в генерал-майоры.
30 апреля 1907 года возвращён на службу в чине генерал-майора и причислен к Главному управлению государственного коннозаводства и назначен исправляющим должность штаб-офицера для особых поручений VI класса. С 19 марта 1912 года состоял для поручений V класса сверх штата, а с 31 мая 1916 года состоял для особых поручений IV класса при Главном управлении государственного коннозаводства.
В 1920-х годах выехал в Латвию. Скончался 8 ноября 1935 года в Риге.

## Военные чины
- Корнет (29.10.1875)
- Поручик (09.02.1877, старшинство 9.02.1877)
- Корнет гвардии (14.10.1877)
- Поручик (старшинство 30.08.1881)
- Штаб-ротмистр (старшинство 24.04.1888)
- Ротмистр (старшинство 02.04.1895)
- Полковник (старшинство 06.05.1898)
- Генерал-майор (произведён 10.06.1906; старшинство 30.04.1907)

## Награды
Российские:
- Орден Св. Станислава 3-й степени (1884)
- Орден Св. Анны 3-й степени (1895)
- Орден Св. Станислава 2-й степени (1897)
- Орден Св. Анны 2-й степени (10 апреля 1900)
- Орден Св. Владимира 3-й степени (18 апреля 1910)
- Орден Св. Станислава 1-й степени (14 апреля 1913)

Иностранные:
- прусский Св. Иоанна Иерусалимского (1891)
- бухарский Восходящей Звезды 1-й ст. (1896)
- шведский Меча 1-й ст. (1897)
- прусский Короны 3-й ст. (1897)
- баварский «За военные заслуги» 1-й ст. (1897)
- мекленбург-шверинский почётный крест[нем.] (1898)
- французский Почётного Легиона кавалерский крест (1898)
- болгарский Св. Александра 3-й ст. (1899)
- мекленбург-шверинский Грифона большой командорский крест (1900)
- Саксен-Эрнестинского дома командорский крест 2-й ст. (1900)
- персидский Льва и Солнца 2-й ст. со звездой (1901)
- нидерландский Нассауского дома командорский крест (1902)

## Семья
- Отец — Август Пистолькорс[латыш.] (4 августа 1822 — 15 ноября 1886)
- Первая жена — Ольга Валериановна (в девичестве Карнович; 1865—1929) в браке с 30 мая 1884 по 1901 год.
  - Сын — Александр[англ.] (6 июня 1885—1944), с 1908 года был женат на Александре Танеевой[англ.], родной сестре Анны Вырубовой. В браке родилось трое дочерей — Татьяна (1910—1968), Ольга (1912—2011), Александра (р.1914).
  - Дочь — Ольга (1886—1887)
  - Дочь — Ольга (8 октября 1888—1963). 1-й брак — граф Александр Александрович Крейц III (1883—1948), 2-й брак — князь Сергей Владимирович Кудашев[вд] (1863—1933) — действительный статский советник, камергер. В первом браке — сын Александр Александрович Крейц IV (1907—1980), во втором браке — дочь Ольга (г.р.1926).
  - Дочь — Марианна (30 октября 1890—14 мая 1976)
- Вторая жена — Мария Михайловна фон Пистолькорс (в девичестве Андреева, во втором браке — Головинская; 29 марта 1877, Симбирск —?) в браке с 21 августа 1921 года.